# 黄稹墓
黄稹墓，位于中国广东省揭阳市黄岐山中段南坡“尖石仔”，为揭阳市的一个市、县级文物保护单位，类型为古墓葬，公布时间为2005年。
黄稹墓的历史年代为宋代。